# Papyrus 76
Papyrus 76 (in de nummering volgens Gregory-Aland) of {\displaystyle {\mathfrak {P}}}76, is een oude kopie van het Griekse Nieuwe Testament. Het handschrift is geschreven op papyrus en bevat het Evangelie volgens Johannes 4:9 en 4:12. Het wordt bewaard in de Österreichische Nationalbibliothek (Pap. Vindob. G. 36102) in Wenen. Op grond van het schrifttype wordt het manuscript gedateerd in de zesde eeuw.
De Griekse tekst van deze codex is gemengd. Aland plaatst het in Categorie III.